# Kodpunkt
Kodpunkt, från engelska code point, en digital representation av tecken (glyfer) inom Unicode-standarden. Syftet med kodpunkter har varit att tilldela varje existerande teckenglyf i såväl nutida som historiska skriftsystem ett heltal för att kunna lagras digitalt. Kodpunkten skrivs vanligen i tekniska dokumentationer som U+hexadecimalsiffra och representeras av ett 8, 16 eller 32-bitars heltal i datorer som kallas teckenkod.